# Diospyros sandwicensis
Diospyros sandwicensis (Hawaïaans: lama) is een plant uit de familie Ebenaceae
De plant is endemisch op Hawaï. Het is een 2-10 m hoge boom met een donkergrijze tot zwarte, gegroefde schors, die vaak met korstmos is bedekt. De afwisselend geplaatste, doffe donkergroene, aan de bovenkant behaarde, leerachtige bladeren zijn 3-9 × 1,5-4 cm groot. Jonge bladeren zijn helderroze of scharlakenrood gekleurd. De plant bloeit met onopvallende bloemen, die solitair in de bladoksels staan.
De ovale, 2 cm lange vruchten rijpen van groen naar geel, oranje of rood en zijn eetbaar. Het oranje vruchtvlees is vlezig. Elke vrucht bevat één tot drie bruine zaden.
De plant is heilig voor de oorspronkelijke bewoners van Hawaï. Zij gebruiken het hout van de boom om tempels en gewijde hekken te bouwen.
De boom komt vooral voor in droge tot middelmatig vochtige wouden, maar komt soms ook in natte wouden voor. De boom kan tot 1220 m hoogte worden aangetroffen. Hij komt op bijna alle grote eilanden voor, behalve op Kaho'olawe en Ni'ihau.

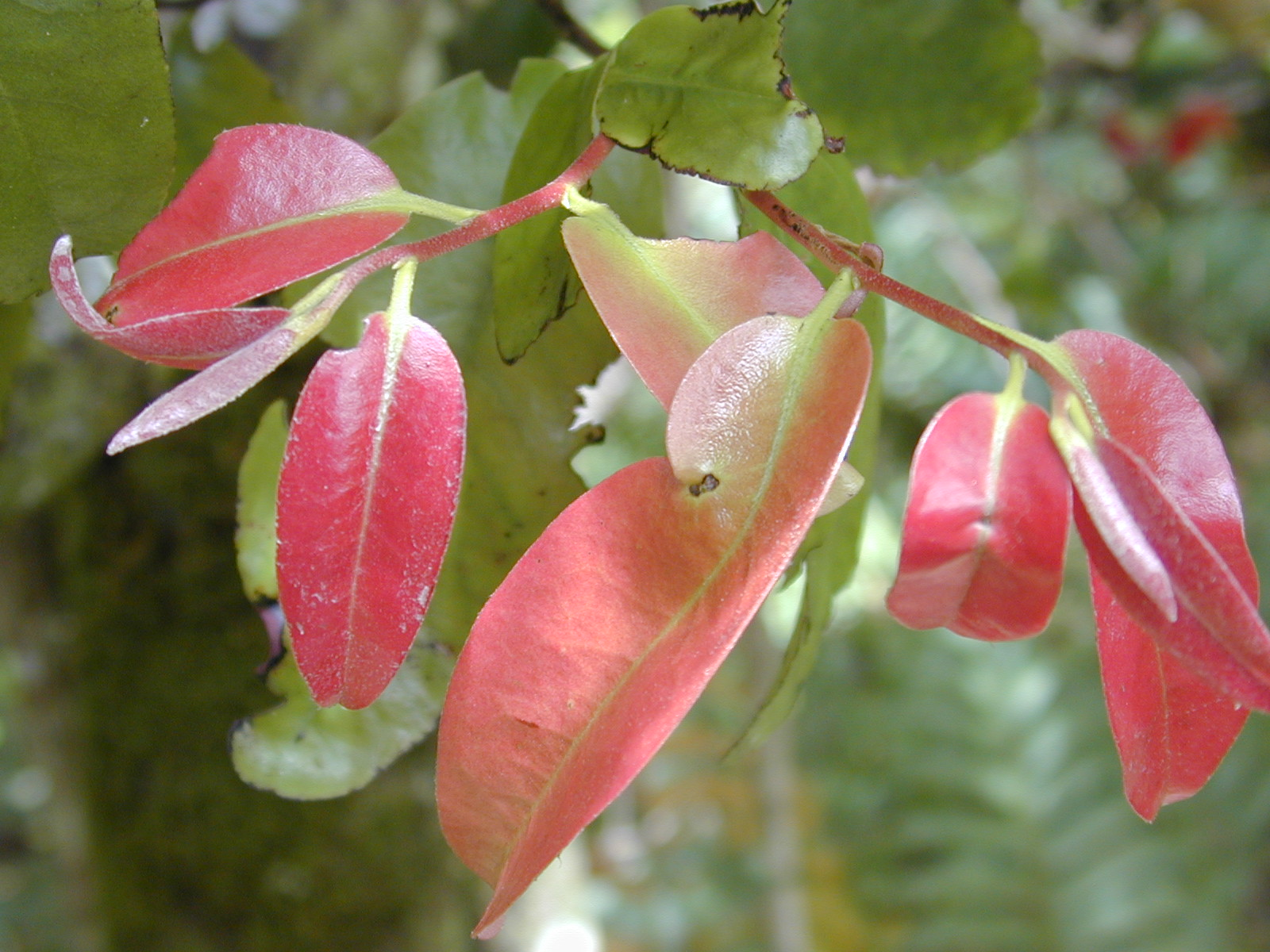
Jonge bladeren
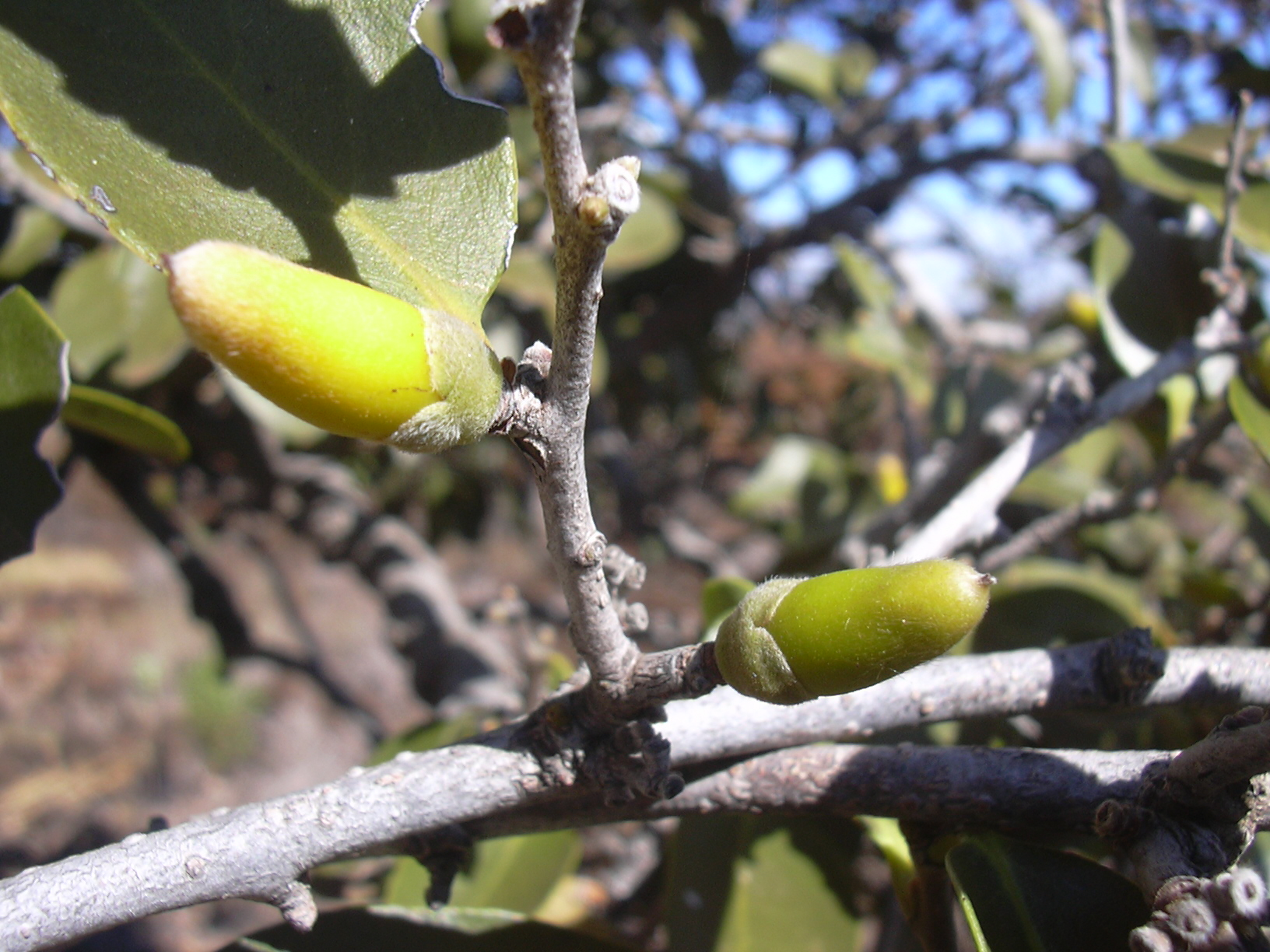
Tak met vruchten
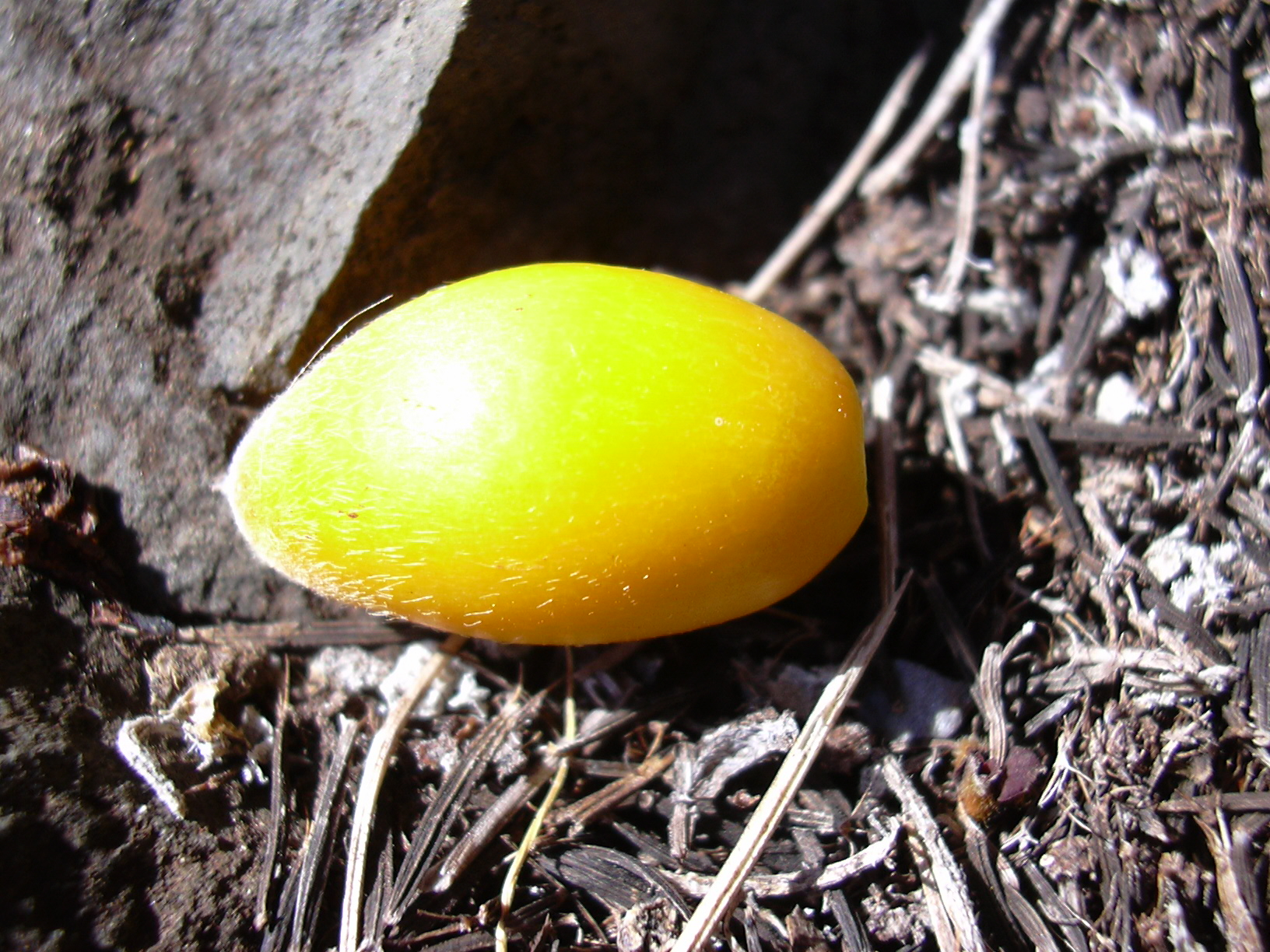
Rijpe vrucht

... · 
D. digyna (Zwarte zapote) ·  
D. discolor (Mabolo) ·  
D. kaki (Kaki) ·  
D. lotus (Lotusboom) ·  
D. mespiliformis (Jakhalsbes) ·  
D. montana (Bergpersimoen) ·  
D. sandwicensis (Lama) ·  
D. virginiana (Amerikaanse persimoen) ·  
...